# Lars Valerian Ahlfors
Lars Valerian Ahlfors est un mathématicien finlandais né en 1907 à Helsinki et mort en 1996 dans le Massachusetts, aux États-Unis. Il a reçu la première médaille Fields en 1936.

## Biographie
Ahlfors est rentré à l'université d'Helsinki à 17 ans en 1924. Après y avoir suivi notamment les cours de Ernst Leonard Lindelöf et Rolf Nevanlinna, il obtient son diplôme en 1928. Il a ensuite suivi Nevanlinna à Zurich puis Paris avant de finir sa thèse sous la direction de Nevanlinna et Lindelöf en 1932. Durant son séjour à Zurich, Ahlfors découvre la conjecture de Denjoy (en) sur les zéros des fonctions entières et la résout (aidé de Nevanlinna et George Pólya), ce qui le fait connaître dans le milieu des mathématiques.

## Distinctions
Il a été, avec Jesse Douglas, un des deux premiers récipiendaires de la médaille Fields en 1936 au congrès international des mathématiciens d'Oslo.
Il a été lauréat en 1960 de la Conférence von Neumann ; il a également reçu le prix Wolf en 1981 et le prix Leroy P. Steele en 1982.

## Travaux
Il a travaillé notamment en analyse complexe et en géométrie conforme.